# Ana Portnoy
Ana Portnoy (1950 Buenos Aires – 30. května 2020 Barcelona) byla argentinská fotografka. Narodila se v Buenos Aires a v roce 1977 odešla do exilu ve Španělsku. Fotografovala mnoho spisovatelů, včetně takových jako byli: Andreu Martín, Juan Marsé, Maruja Torres, Javier Cercas, Claudia Piñeiro, Clara Obligado, Guillermo Martínez, Rodrigo Fresán, Mariana Enriquez, James Ellroy, Petros Márkaris, Alejandra Costamagna, Colm Tóibin nebo Ida Vitaleová.